# Compagnie intercommunale liégeoise des eaux
La Compagnie intercommunale liégeoise des eaux (appelée communément CILE), est une intercommunale pure qui assure la production et la distribution d'eau potable par canalisations sur 24 communes de la province de Liège.

## Historique
Créée le 27 décembre 1913 pour apporter une solution d'approvisionnement en eau aux communes de la périphérie de Liège, elle est à l'initiative du creusement des captages de Néblon-le-Moulin (commune d'Ouffet) dont elle est propriétaire.
Créée sous le nom de CIEALE (Compagnie intercommunale des eaux de l’agglomération liégeoise et extensions), elle prend le nom de CILE lorsque la ville de Liège elle-même intègre la compagnie, à l'occasion de la fusion des communes de 1977.
Elle est certifiée ISO 9001:2008 pour l'ensemble des services publics qu'elle assure au quotidien.
Son laboratoire est accrédité ISO 17025:2005 (297-TEST) pour la qualité de ses prélèvements et analyses de la qualité de l'eau. Elle détient également une certification ISO 27001. Elle dispose d'une unité d'embouteillage de bonbonnes de 10 litres d'eau de table qu'elle propose dans les situations d'urgence. Elle est affiliée à AQUAWAL, union professionnelle des opérateurs publics de l'eau en Wallonie.

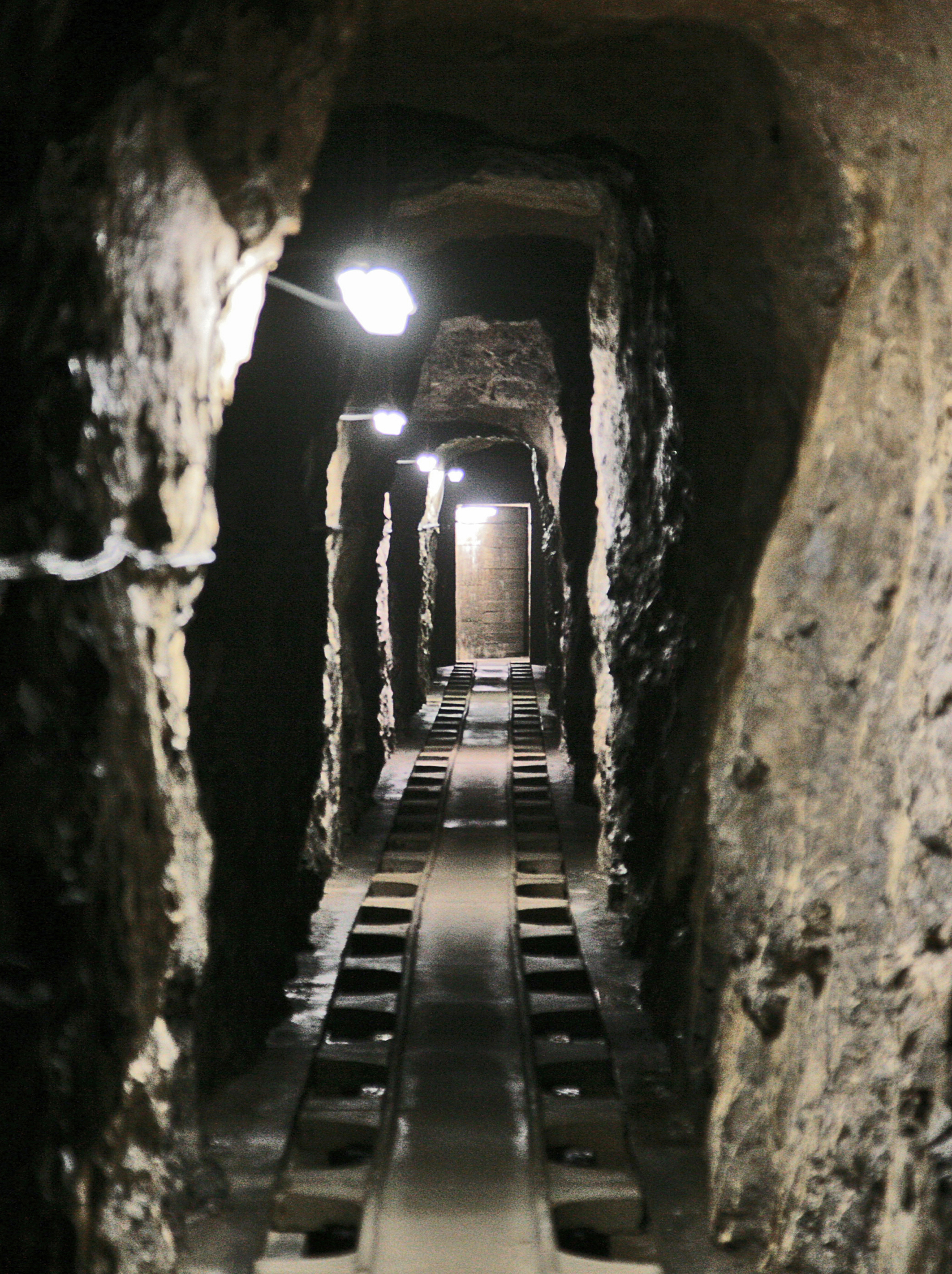
Galerie de captage d'eau de la CILE à Néblon-le-Moulin (Ouffet)
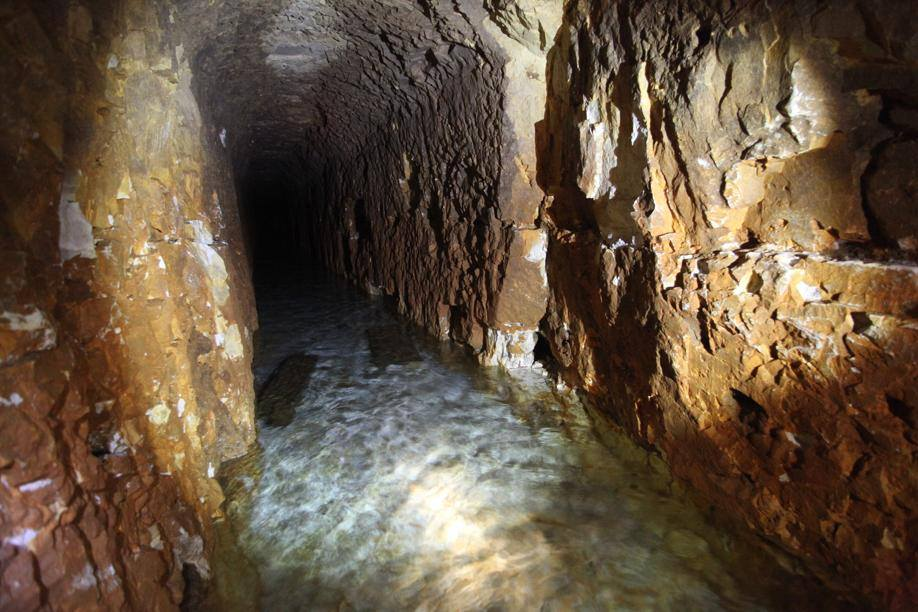
Galerie de captage d'eau dans la nappe phréatique de Hesbaye; lieu-dit du Puits de secours.
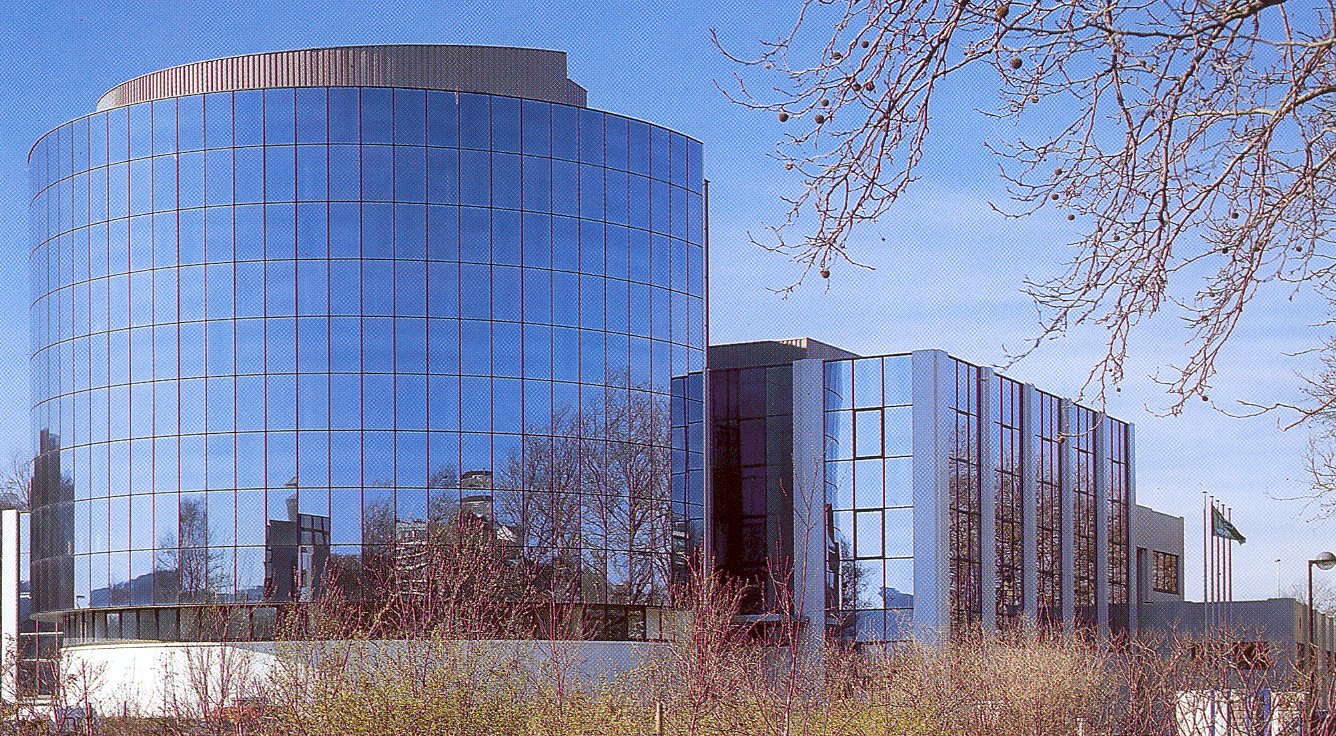
CILE - Compagnie Intercommunale Liégeoise des Eaux8, rue du Canal de l'Ourthe